# فردریکزبرگ (ویرجینیا)
فردریکزبرگ (به انگلیسی: Fredericksburg) شهری در ایالت ویرجینیا کشور ایالات متحده آمریکا است که جمعیت آن در سرشماری سال ۲۰۱۰ میلادی، ۲۴٬۲۸۶ نفر بوده‌است.